# Paulikianer
Die Paulikianer, auch Paulizianer oder Paulicianer, waren eine christliche häretische Bewegung, die sich im Verlauf des 7. Jahrhunderts im Einflussbereich der byzantinisch-orthodoxen sowie der Armenisch-Apostolischen Kirche entwickelte. Kirchengeschichtlich wird sie erstmals 719 auf der Synode von Dvin erwähnt. Nach Beschreibungen von Petros Sikeliotes und Photios aus dem 9. Jahrhundert handelte es sich um eine wahrscheinlich dualistische Sekte, die das Alte Testament, Teile des Neuen Testaments, religiösen Kult, Ikonen- und Reliquienverehrung, kirchliche Zeremonien und Hierarchien verwarf. Nach (diskreditierenden) kirchlichen Überlieferungen soll die Christologie der Paulikianer gnostische Züge getragen haben. Die Darstellung des gekreuzigten Jesus Christus als Symbol des Christentums lehnten sie ab, da für sie dessen Ikone oder etwa ein Kruzifix eine vergöttlichende Abbildung des christlichen Propheten war.

## Entstehung und Verbreitung in Kleinasien
Die Glaubenslehre der Paulikianer entstand in Kleinasien, in Armeniakon, von wo sie sich über die östlichen Themen des Byzantinischen Reichs verbreitete. Die ersten Gemeinden gründete der aus Syrien stammende Konstantin von Mananalis Mitte des 7. Jahrhunderts in der Gegend um Kibossa im heutigen Nordosten der Türkei. Um Verfolger zu täuschen, führte er verschiedene Namen, zum Beispiel „Silvanus“ nach einem Jünger des Apostels Paulus. Seine Anhänger, die sich selbst „Christen“ nannten, wurden von ihren Gegnern und dem einflussreichen Klerus abschätzig als „Paulikianer“ bezeichnet, da sie sich in Glaubensfragen besonders auf Paulus von Tarsus und vielleicht auch auf den strengen Monotheismus des Paulus von Samosata berufen haben sollen. Die Paulikianer sahen in ihrer Glaubenslehre neben den vier Evangelien und Überlieferungen des Urchristentums vor allem die Paulusbriefe als wichtigste Botschaft der heiligen Schrift an. Sie verehrten Jesus als gottgesandten Propheten, sollen jedoch seine Gleichsetzung mit Gott und jeglichen Marienkult abgelehnt haben.
Als die bedeutendsten Apostel des Paulikianertums gelten Konstantin von Mananalis und Simeon-Titus. Der Legende nach erlitt Simeon-Titus um 694 den Märtyrertod auf dem Scheiterhaufen an dem durch eine Steinehalde gekennzeichneten Ort, an welchem Konstantin von Mananalis zehn Jahre vorher zu Tode gesteinigt worden war. Simeon-Titus, der sich ursprünglich als Offizier befehlsmäßig an der Verfolgung der Paulikianer beteiligt hatte, soll als militärischer Befehlshaber Zeuge der öffentlichen Hinrichtung des „Konstantin-Silvanus“ gewesen sein, wobei ihn die tiefe, friedfertige Gläubigkeit der unter Zwang beiwohnenden Gemeinde dazu brachte, sich danach den Paulikianern als Prediger anzuschließen. In den Gemeinden der Paulikianer wurden die Arbeit und die gemeinschaftliche tätige Hilfe hoch angesehen. Die Arbeit war nach ihren Glaubensgrundsätzen ausschlaggebend für den sozialen Status der Menschen. Mit ihrem Glauben, der die soziale Gleichheit der Menschen als Grundlage der christlichen Gemeinschaft festlegte, verband sich die Ablehnung des Klerus, der Kirchenorganisation und religiösen Kulthandlungen. Entsprechend unversöhnlich war von Anfang an die Haltung der oströmischen Kirche und Aristokratie, die die Ausbreitung dieser Glaubensgemeinschaft mit allen Mitteln bekämpften und mit militärischer Unterstützung Pogrome zu ihrer Vernichtung initiierten. Trotzdem verbreiteten sich die Lehren der Paulikianer zunächst friedlich unter der bäuerlichen Bevölkerung Kleinasiens, deren Dorfgemeinschaften Anfang des 8. Jahrhunderts gestärkt aus der neuen Themenordnung und dem sich ausbreitenden Wehrbauerntum hervorgingen.
Während der Periode des Bilderstreits 726–843 unterstützten die Paulikianer den Themenadel und die bilderstürmenden Kaiser der syrischen Dynastie, Leo III. (717–741) und Konstantin V. (741–775), in ihren Auseinandersetzungen mit der Kirche und der städtischen Oberschicht. Die Gemeinden der Paulikianer gewannen dadurch auch politisches Gewicht und eine zunehmende Anhängerschaft.

## Militarisierung und Untergang
Der von Konstantinopel ausgehende wirtschaftliche und politische Druck auf die Dorfgemeinden gegen Ende des Bilderstreits führte dazu, dass das ursprünglich streng pazifistische Paulikianertum zunehmend militante Züge annahm und dazu überging, ein eigenes Staatswesen aufzubauen. Insbesondere unter Kaiser Michael I. von 811 bis 813 und ab 820 unter den Herrschern der Amorischen Dynastie waren die Paulikianer Plünderungen und Verfolgungen im Rahmen militärisch geführter Kampagnen ausgesetzt. Die unversöhnliche Feindschaft des amorischen Kaiserhauses war in erster Linie machtpolitisch begründet und hatte weniger mit dem noch schwelenden Bilderstreit oder abweichenden religiösen Vorstellungen zu tun. Sie entwickelte sich, als 820 Thomas der Slawe mit Billigung und Unterstützung durch das Paulikianertum die Macht im Osten des Reiches an sich riss und einen Aufstand gegen Kaiser Michael II. bis vor die Mauern Konstantinopels führte.

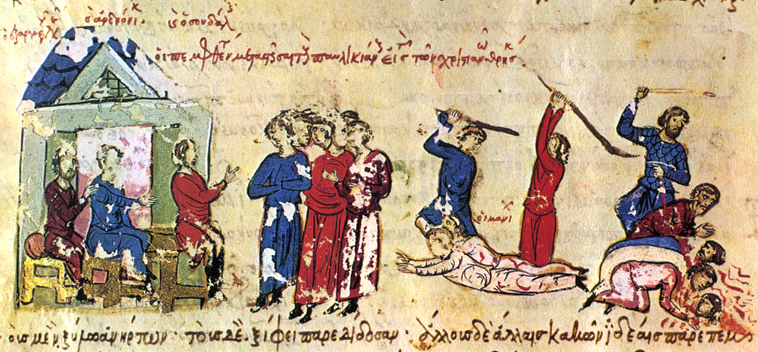
Künstlerische Darstellung der Vernichtung der Paulikianer unter Kaiserin Theodora, aus der Skylitzes-Chronik, 12./13. Jahrhundert

Als schließlich Theodora II. 843 die Vernichtung der Paulikianer befahl und mehr als 100.000 Anhänger Massenhinrichtungen zum Opfer fielen, sammelten sich die Paulikianer unter dem militärischen Führer Karbeas, der Tephrike, das heutige Divriği, zum Zentrum des Paulikianerstaates ausrief und den Kalifen von Bagdad als Schutzmacht anerkannte. Feldzüge der byzantinischen Kaiser wurden zurückgeschlagen und mit Gegenangriffen beantwortet, die die paulikianischen Truppen bis an die Ufer der Ägäis führten. Im Bündnis mit Omar al-Aqta, dem Emir von Melitene, herrschten die Paulikianer mit Karbeas als Gegenkaiser in Armeniakon. Ausgehend von ihrem Machtzentrum in Westarmenien um Tephrike drohten sie gemeinsam mit den verbündeten Arabern die Hoheit über ganz Anatolikon zu gewinnen. Durch den Sieg in der Schlacht am Lalakaon, die Karbeas nicht überlebte, verhinderten die Byzantiner 863 die paulikianisch-arabische Eroberung Anatolikons.
In Tephrike übernahm Johannes Chrysocheires die militärische Führung der Paulikianer, die ihre Raubzüge ins byzantinische Anatolien wieder aufnahmen. Sie plünderten bis nach Nikaia und eroberten 869/870 Ephesos. Der neue byzantinische Kaiser Basileios I. der „Makedonier“ entsandte eine Gesandtschaft nach Tephrike, um mit Chrysocheires zu verhandeln. Als die Verhandlungen scheiterten, führte Basileios I. im Frühjahr 871 einen Feldzug gegen die Paulikianer, wurde aber besiegt und konnte nur mit Mühe entkommen. Von diesem Erfolg ermutigt, wagten die Paulikianer einen weiteren Raubzug tief nach Anatolien hinein. Sie erreichten Ankyra und verwüsteten das südliche Galatien. Zur Abwehr der Paulikianer entsandte Basileios I. ein Heer unter der Führung seines Stiefbruders Christophoros. Am Pass von Bathys Ryax kam es 872 (nach einigen Quellen 878) zur Entscheidungsschlacht, die mit der Vernichtung der paulikianischen Streitmacht endete. Der Legende nach soll vom Heer der Paulikianer keiner die Schlacht überlebt haben. Ohne Heer und ihren militärischen Führer Chrysocheires war der Untergang der Paulikianer unabwendbar. 872 oder 878 fiel Tephrike, die Hauptstadt und letzte Bastion der Paulikianer. Die Gemeinden der Paulikianer wurden zerschlagen. Die überlebenden Anhänger mussten ihrem Glauben abschwören und viele wurden zwangsweise in andere Gebiete des Byzantinischen Reiches umgesiedelt.

## Nachfolger
Ein Teil der Paulikianer wurde nach Thrakien verbannt, wodurch sich ihre Glaubenslehre auf dem Balkan verbreitete und teilweise im Bogomilismus aufging.
Im 10. und 11. Jahrhundert waren sie in ihrem Ikonoklasmus mit den Tondrakiern verbunden, einer nördlich des Vansees entstandenen häretischen Bewegung. Auffällig ist auch, dass in Zentralanatolien soziale und religiöse Vorstellungen der Paulikianer, in Verbindung mit muslimischen (speziell sufistischen und schiitischen) Einflüssen, im Alevitentum wieder auflebten und fortbestehen.
In Theorien wird häufig die Linie Gnostiker – Manichäer – »Paulikianer« – Bogomilen – Katharer – Waldenser – Protestanten behauptet, die hinsichtlich Einzelverbindungen schon von den jeweiligen Zeitgenossen angenommen wurde. Nach einem Bericht des Petros Sikeliotes, der 868–869 bei ihnen lebte, haben die Paulikianer jedoch Manis Schriften verworfen und ihr Apostel Konstantin-Silvanus habe Marcions Evangelium und Paulusbriefsammlung von einem Diakon der markionitischen Kirche in Syrien übernommen. 
Die Bogomilen sind weitgehend unabhängig, wenn auch nur kurz nach der Umsiedlung der Paulikianer, entstanden. Soweit Kontakte zwischen den Gruppen bestanden haben, beschränkten sie sich jeweils auf die Übernahme vereinzelter Lehren und Schriften. Eine Gegenkirche anzunehmen, die über die Grenzen der einzelnen Sekten hinweg Personaltradition bewahrt hat, ist reine Spekulation.